# Carey A. Trimble
Carey Allen Trimble, född 13 september 1813 i Hillsboro i Ohio, död 4 maj 1887 i Columbus i Ohio, var en amerikansk republikansk politiker. Han var ledamot av USA:s representanthus 1859–1863.
Trimble utexaminerades 1833 från Ohio University och avlade 1836 läkarexamen vid Cincinnati Medical College. Därefter var han verksam först som lärare och sedan som läkare i Chillicothe. År 1859 efterträdde han Joseph Miller som kongressledamot och efterträddes 1863 av James Mitchell Ashley.
Trimble avled 1887 och gravsattes på Grandview Cemetery i Chillicothe i Ohio.